# Ölandskungsljus
Ölandskungsljus (Verbascum densiflorum) är en växtart i familjen lejongapsväxter.